# Palais de Nava
Pour les articles homonymes, voir Nava.
Le palais de Nava est un bâtiment situé à San Cristobal de La Laguna, dans l'île de Tenerife, aux Canaries. Il est situé sur la plaza del Adelantado, et constitue un exemple de l'architecture canarienne qui conjugue des éléments baroques, néoclassiques et maniéristes. Ce mélange est le fruit des différentes périodes de construction du palais, puisqu'il s'est écoulé deux siècles entre des changements et des agrandissements.
Le palais est déclaré Bien d'Intérêt Culturel depuis 1976, avec la catégorie de Monument.

## Conservation
L'état de détérioration du palais, l'abandon de ses jardins, la corrosion des balcons, et la dégradation générale de la façade du palais, a favorisé son inclusion dans la Liste rouge du patrimoine en danger de l'association pour la défense du patrimoine Hispania Nostra.
Il existe un projet pour convertir le Palais de Nava en Parador National.

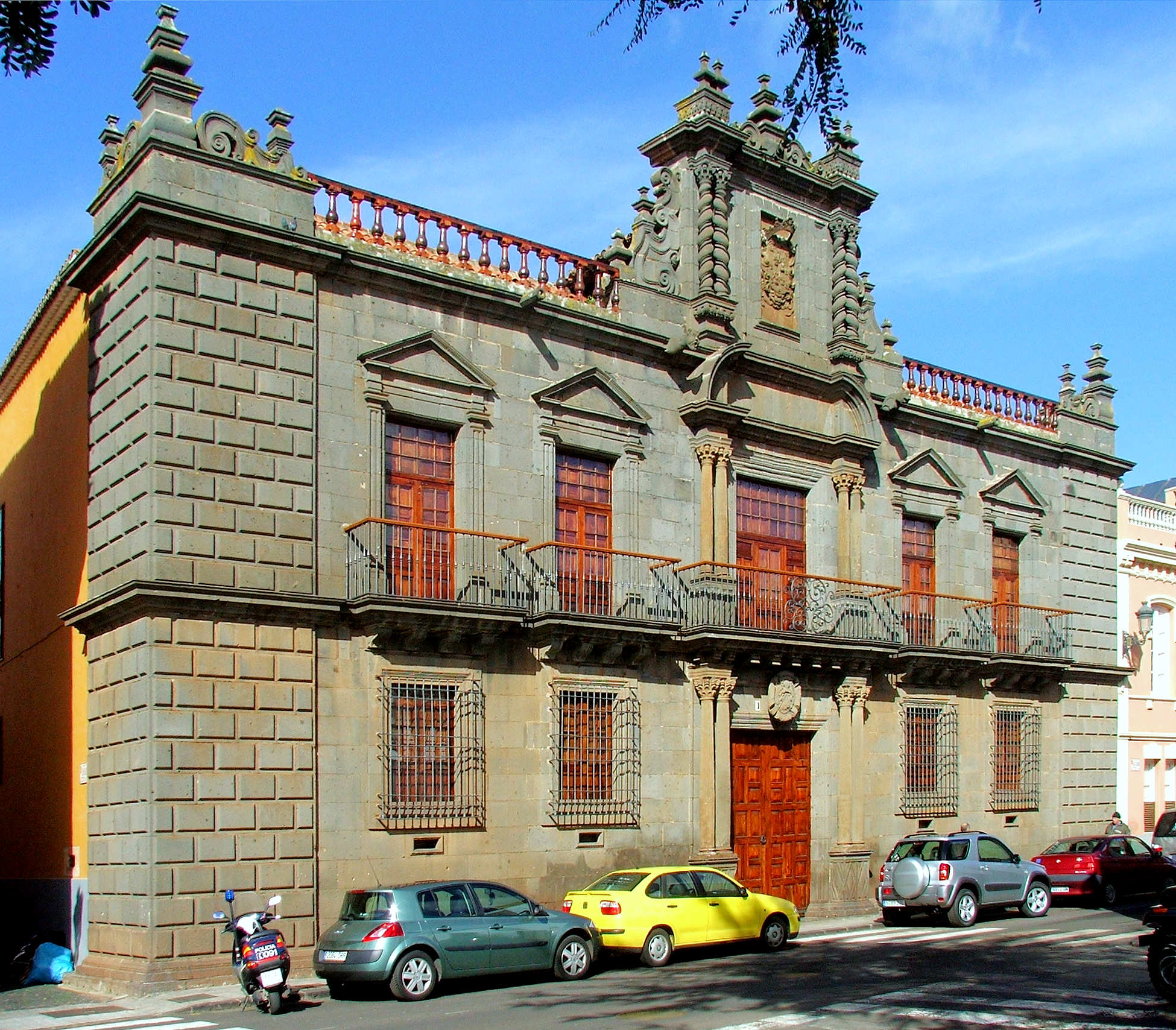
Façade du Palais de Nava.